# 神岡郵便局
神岡郵便局（かみおかゆうびんきょく）は、岐阜県飛騨市（旧神岡町）にある郵便局である。民営化前の分類では集配特定郵便局であった。

## 概要
住所：〒506-1199 岐阜県飛騨市神岡町江馬町9-15

## 沿革
- 1874年2月3日 - 神岡に『船津郵便御用取扱所』（俗称、『船津駅』、または、『船津郵便役所』）が創設。高原郷一円（神岡町、上宝村）を集配区域とした[1][2]。
- 1875年
  - 1月1日 - 『船津郵便局』と改称[2]。
  - 船津と富山双方から毎月6回の郵便路線を開始[1]。
- 1876年 - 高山 - 富山間の郵便路線を新設[1]。
- 1878年8月1日 - 内国為替事務開始[2]。
- 1881年1月1日 - 通常貯金事務開始[2]。
- 1892年1月1日 - 電信業務開始により『船津郵便電信局』となる[3][2]。
- 1893年7月1日 - 小包郵便物の取扱を開始[3][2]。
- 1895年5月6日 - 船津大火により局舎全焼したため、同年9月18日に再建[2]。
- 1903年12月5日 - 『船津郵便局（3等局）』と局名改称[2]。
- 1911年1月16日 - 電話事務を開始[2]。
- 1916年10月1日 - 簡易保険事務開始[2]。
- 1924年10月1日 - 郵便年金事務開始[2]。
- 1929年5月20日 - 船津大火で当時本町に所在していた局舎が類焼。翌1930年8月8日に大津町（蔵前）に移転新築[4][2]。
- 1950年7月1日 - 『神岡郵便局』と局名改称[2]。
- 1959年
  - 10月8日 - 本町に新局舎が新築され移転。大津町の旧局舎は電報電話局となった[4]。
  - 10月12日 - 電報電話事務を分離[2]。
  - 12月15日 - 特定郵便局から普通郵便局へ局種別改定[4]。
- 1969年11月16日 - 郵便の日曜配達を廃止[2]。
- 1976年3月26日 - 本町の局舎新築[2]。
- 1995年12月3日 - 窓口ロビーを改修[2]。
- 1998年7月1日 - 普通郵便局から特定郵便局へ局種別改定[5]。
- 2001年11月26日 - 現在地の江馬町へ移転新築。現在の局舎は旧局舎より敷地面積は約2倍、建物面積は約1.3倍、ロビーの広さが約4倍、駐車場、車椅子利用可でベビーシート付のトイレも完備されている[5]。

## 主な取扱内容
- 郵便、国際郵便、印紙、ゆうパック（チルドゆうパックも含む）、内容証明、e発送サービス
- 貯金、為替、振替、振込、国際送金、国債
- 生命保険、バイク自賠責保険、自動車保険、JPサポート保険、がん保険
- ゆうちょ銀行ATM
- 集配業務

## 周辺
- 道の駅宙ドーム・神岡
- 飛騨市立神岡中学校
- 神岡城
- 国道471号